# Carandaí
El carandaí o palmera de cera (Copernicia prunifera), és una espècie de palmera nativa del nord-est del Brasil. De les seves fulles s'extreu la carnauba. La seva distribució és a les vores al·luvials dels rius dels estats brasilers de Ceará, Piauí, Rio Grande do Norte i Bahia amb una important funció ecològica de manteniment dels recursos hídrics, la fauna i els sòls. És l'arbre símbol de l'estat brasiler de Ceará. Està adaptada al clima semiàrid.
A més de la cera de caruba, els fruits són aliment per la ramaderia, el tronc i la fusta s'usen en la construcció.

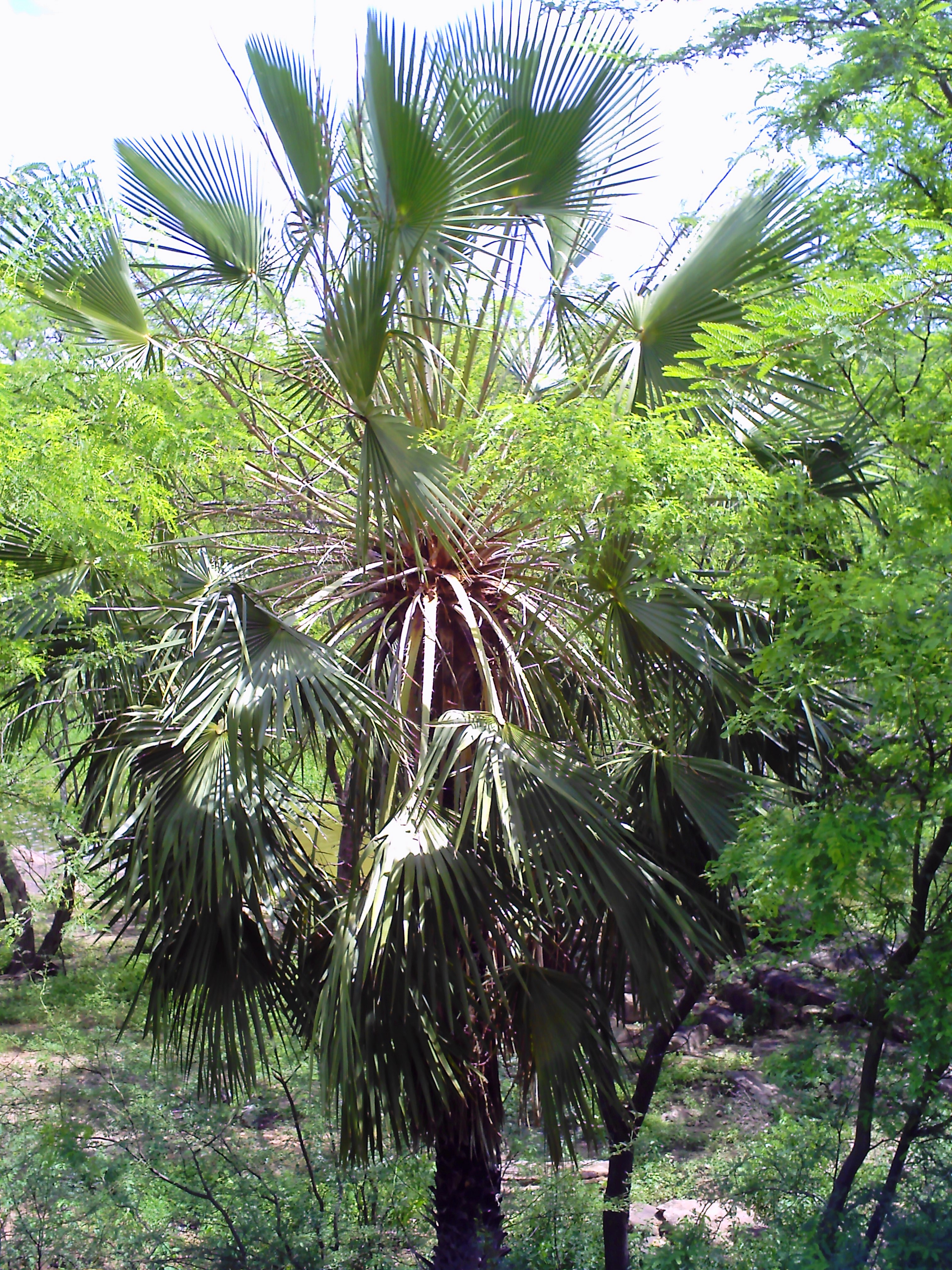
Carnaubeira
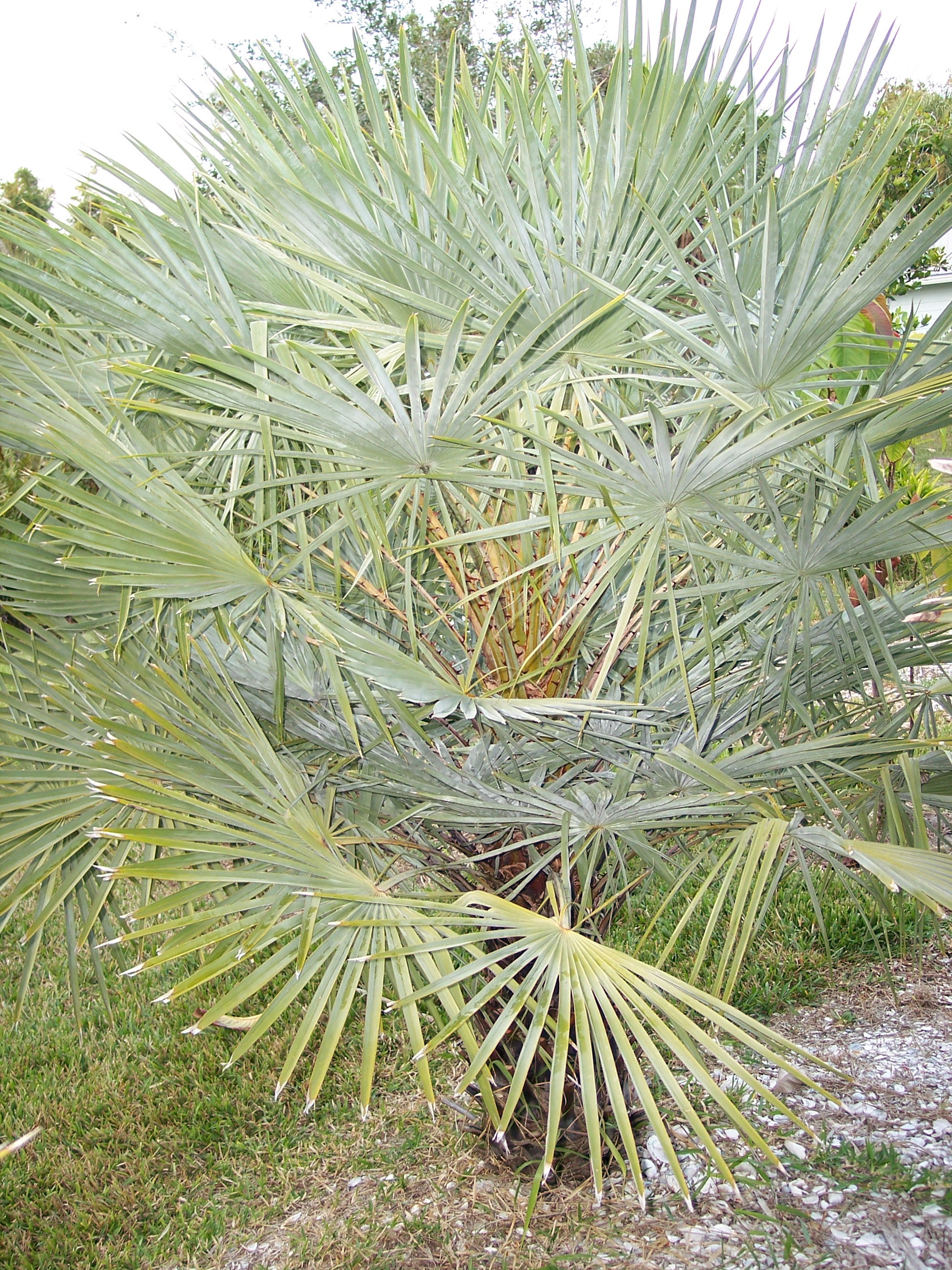
Fulles
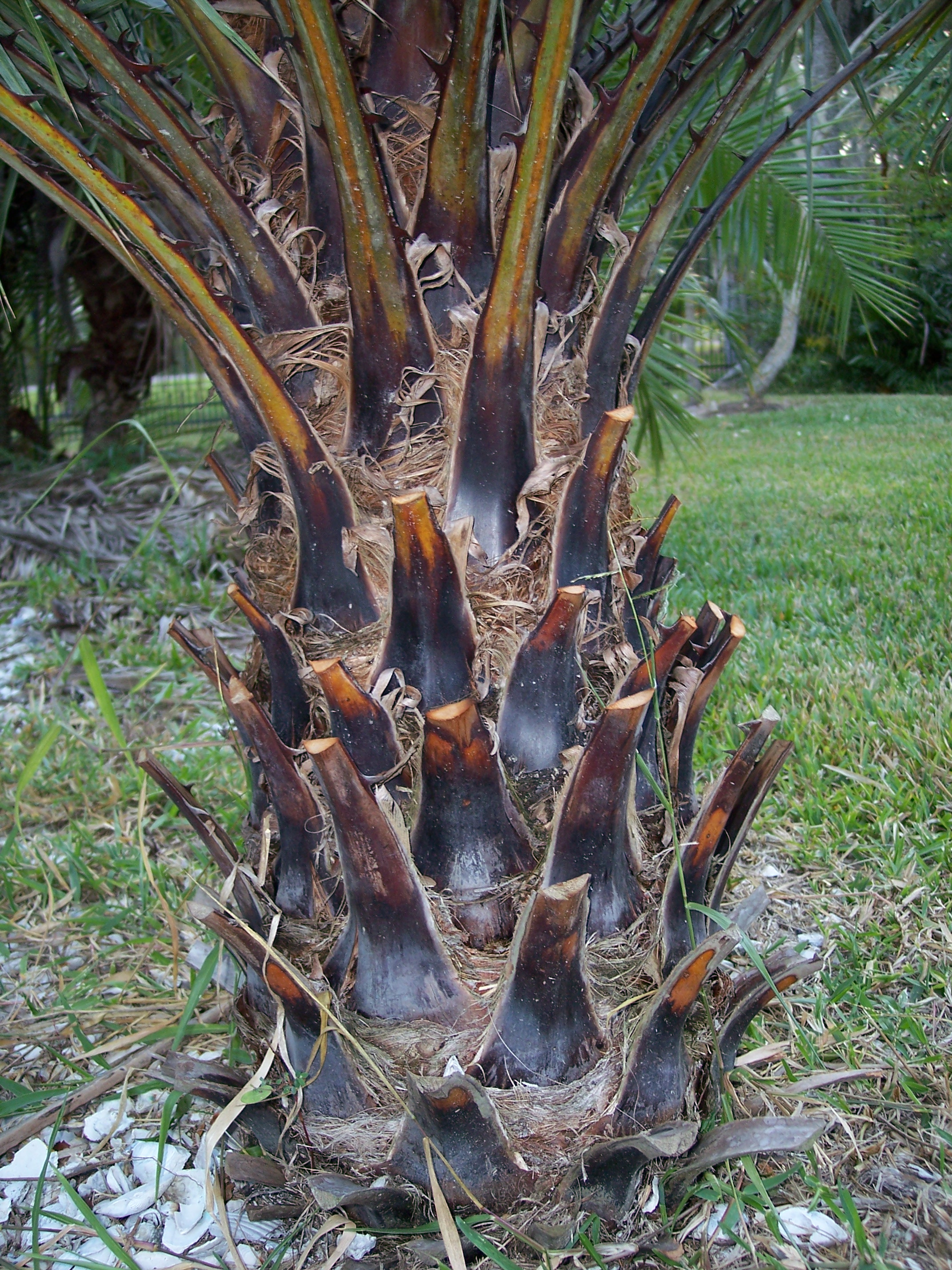
Tronc
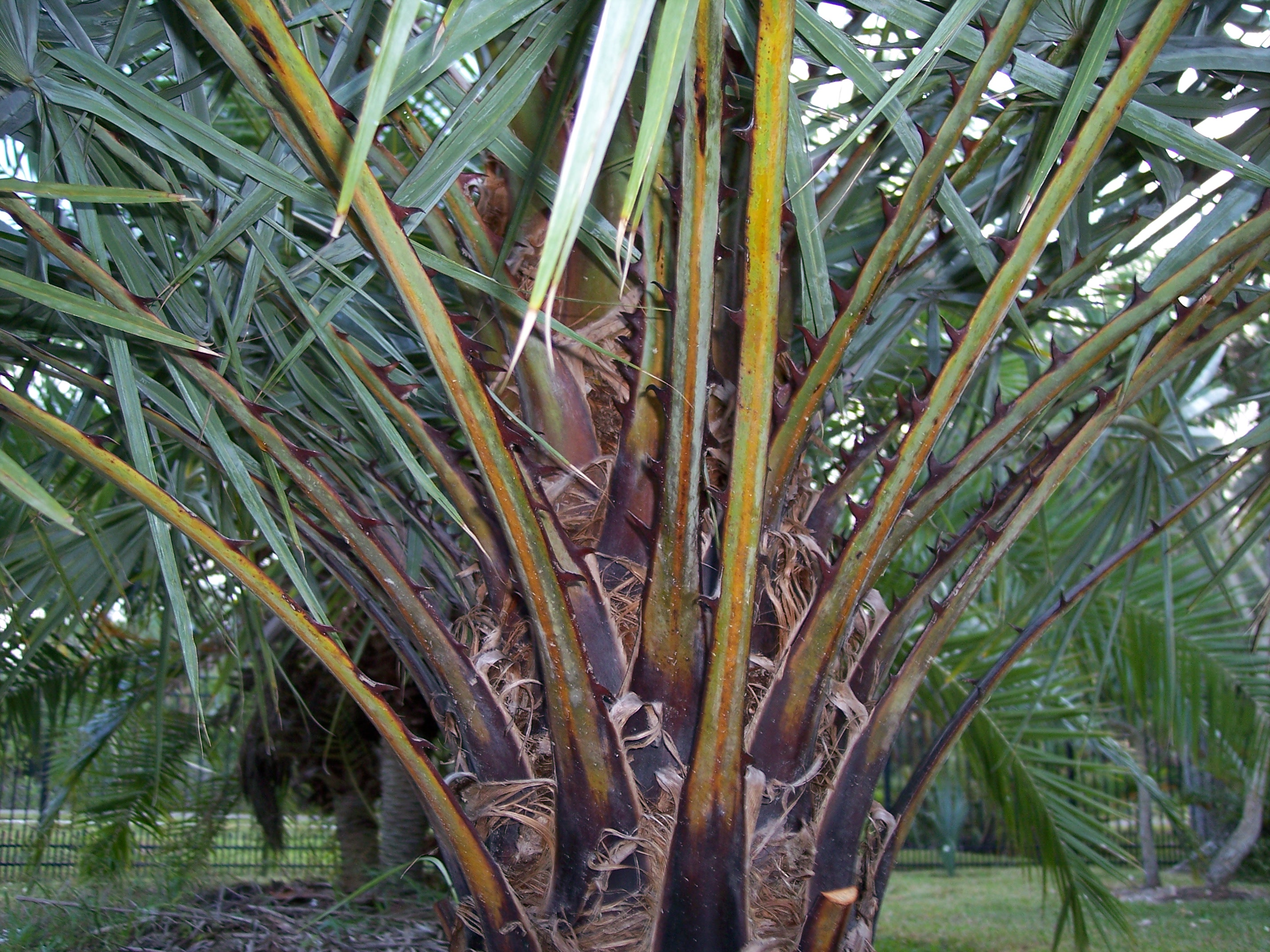
Peciols